# Scuffy Dogs
Scuffy Dogs je slovenska punk rock skupina, ki je pričela z ustvarjanjem 1. novembra 1994. Februarja 1995 je imela prvi koncert. Aprila istega leta je bila posneta prva pesem »Nočna kronika« za Večerovo kompilacijo Smeri razvoja, v oktobru pa naslednjih devet pesmi, ki so nato izšle pri mariborski založbi Jaywalk kot split LP skupaj s skupino Wasserdicht v mesecu decembru. Takoj v začetku leta 1995 se je skupina odpravila na evropsko turnejo (Nemčija, Italija, Avstrija, Hrvaška...) in igrala tudi serijo slovenskih koncertov po večjih in manjših prizoriščih. Hkrati so člani ustvarjali nove pesmi in v začetku leta 1996 je izšel 7" pri italijanski založbi Nuclearsunpunk. Pesmi so bile izdane tudi na različnih svetovnih kompilacijah (Nemčija, Italija, Mehika, Brazilija, ZDA, Japonska...). 
Kljub ponudbam iz tujine je v začetku leta 1997 izšel CD z naslovom Scuffy Dogs spet pri italijanski založbi NSP. CD je zajemal kompletno diskografijo skupine in je bil v kratkem času razprodan. Po tem se je začelo naporno nabiranje kilometrov po slovenskih in evropskih odrih. Skupina je v naslednjih letih igrala skupaj z marsikatero svetovno skupino (NOFX, DOA, Peter and the Test Tube Babies, Blood on the Saddle, Cockney Rejects, Cress, Marky Ramone, Ten Foot Pole, Strung Out, ...) in na marsikaterem festivalu (No border jam, Monte paradiso, Ortopunk, Flatus, Forever punk forever young, Zgaga ....). V letu 2000 se je začela priprava materiala za novi album, ki se je končala s studijskim delom v Studiju na meji s tonskim mojstrom Bojanom Babičem v januarju in februarju 2001. Rezultat tega dela je CD, ki je izšel pri mariborski založbi Frontrock v juniju. Album vsebuje 11 avtorskih skladb in eno obdelavo. Z omenjenega albuma je skupina posnela tudi videospot za komad Vesolj-ska, ki je vztrajal deset tednov na lestvici Videospotnic.
Leta 2009 je padla ideja za reunion, vendar se je stvar zaradi smrti basista Ivana Sirka nekoliko zavlekla v leto 2010.
Postava: Tomo – vokal, Primož – bazz, Erik – kitara, Pijoe – bobni in Lasi - kitara